# Lingotto

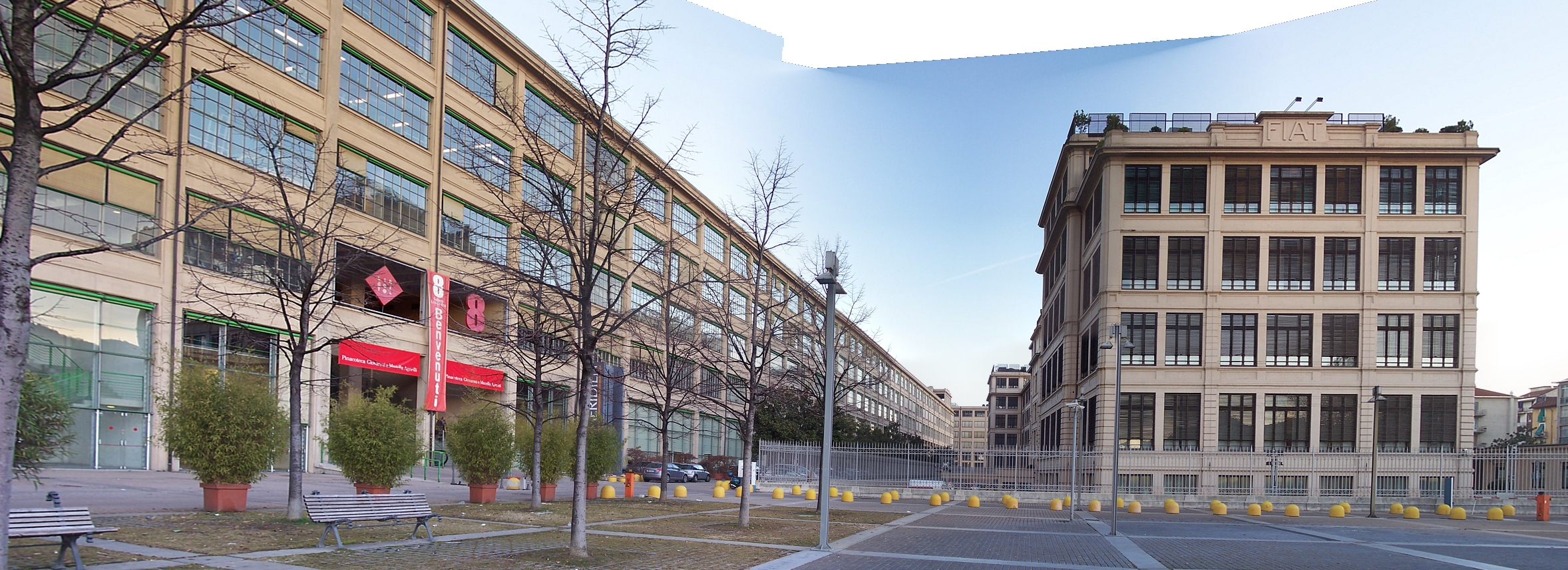
Blick auf das ehemalige Fiat-Fabrikgebäude 2008

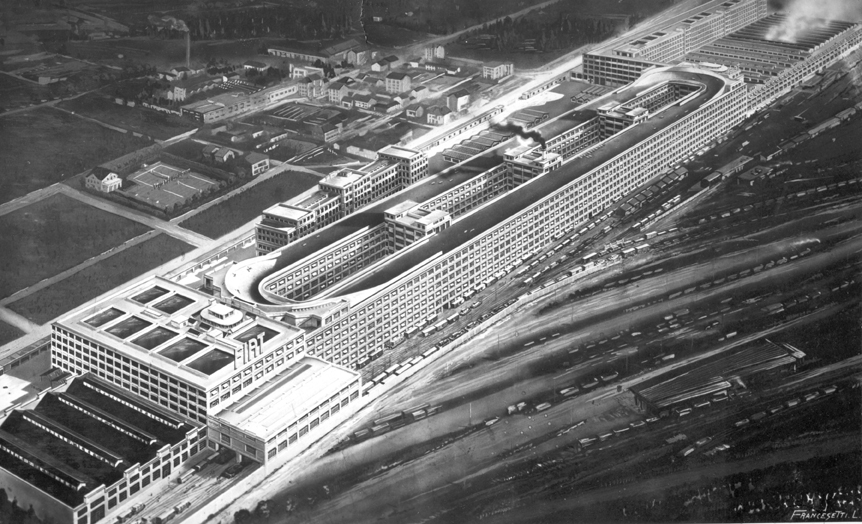
Das Gebäude im Jahr 1928

Lingotto ist ein Stadtteil Turins, dessen Aussehen und Entwicklung im Wesentlichen vom Fiat-Konzern bestimmt wurde, der dort 1916 ein Automobilwerk errichtete.

## Das Werk
Das Werk befindet sich an der Via Nizza 230–294 und wurde nach sieben Jahren Bauzeit im Jahre 1923 eröffnet. Die Produktionsanlage war die größte und fortschrittlichste ihrer Zeit und besaß eine ein Kilometer lange Teststrecke als Rundkurs auf dem Dach. Die fertigen Fahrzeuge konnten so direkt nach der Produktion auf das Dach gefahren werden und Testrunden absolvieren. Bis in die 1970er Jahre hinein wurden rund 80 verschiedene Automodelle produziert. Die endgültige Schließung erfolgte 1982. Das letzte hier hergestellte Modell war der Lancia Delta.

## Wiederbelebung
Nach dem allgemeinen Niedergang des Viertels und dem stetig voranschreitenden Verfall des Werksgeländes wünschten die Bürger eine Wiederbelebung des Geländes. Nach zahlreichen Demonstrationen lenkten die Behörden ein und eröffneten einen Architektenwettbewerb zur Neugestaltung und Modernisierung des Geländes. Als Gewinner des Wettbewerbes ging Renzo Piano hervor, der ein modernes Kultur- und Messezentrum mit Konzerthalle, Multiplexkino (Paté Lingotto), Fünf-Sterne-Hotel Le Meridien (heute NH Torino Lingotto Congress), Einkaufszentrum und mit dem auf das Dach gestellten Kubus für die Pinacoteca Giovanni e Marella Agnelli entwarf und dabei die äußere Form der Anlage bewahrte. Es wurde ein Konzertsaal eingebaut und eine Glaskugel samt Hubschrauberlandeplatz auf eine Plattform über dem Dach gesetzt. Die Kugel dient als Konferenzraum mit Panoramablick über die Stadt und bietet zwanzig Personen Platz. Die Umbau-Arbeiten waren 1989 abgeschlossen.